# Liste der Hochhäuser in Rhode Island
In der Liste der Hochhäuser in Rhode Island werden die Hochhäuser im US-Bundesstaat Rhode Island ab einer strukturellen Höhe von 50 Metern aufgezählt. Das bedeutet die Höhe bis zum höchsten Punkt des Gebäudes ohne Antenne. Aufgezählt werden nur fertiggestellte und im Bau befindliche Gebäude.

## Auflistung der Hochhäuser nach Höhe
| Nr. | Name                                                         | Stadt      | Höhe    | Etagen | Baujahr | Status |
| --- | ------------------------------------------------------------ | ---------- | ------- | ------ | ------- | ------ |
| 1.  | Bank of America Building                                     | Providence | 130,5 m | 26     | 1927    | Erbaut |
| 2.  | One Financial Plaza                                          | Providence | 125 m   | 28     | 1973    | Erbaut |
| 3.  | The Residences at the Westin                                 | Providence | 115,8 m | 31     | 2007    | Erbaut |
| 4.  | The Westin Providence                                        | Providence | 100,3 m | 25     | 1993    | Erbaut |
| 5.  | Textron Tower                                                | Providence | 94,8 m  | 23     | 1972    | Erbaut |
| 6.  | 50 Kennedy Plaza                                             | Providence | 86,9 m  | 20     | 1985    | Erbaut |
| 7.  | Blue Cross Blue Shield of Rhode Island Headquarters Building | Providence | 72,2 m  | 14     | 2009    | Erbaut |
| 8.  | Waterplace 1                                                 | Providence | 71,6 m  | 19     | 2007    | Erbaut |
| 9.  | Rhode Island State House                                     | Providence | 68 m    | 4      | 1904    | Erbaut |
| 10. | Omni Biltmore Hotel                                          | Providence | 67,1 m  | 18     | 1922    | Erbaut |
| 10. | The Tower at Carnegie Abbey                                  | Portsmouth | 67,1 m  | 17     | 2008    | Erbaut |
| 12. | Providence County Courthouse                                 | Providence | 65,8 m  | 7      | 1933    | Erbaut |
| 13. | Waterplace 2                                                 | Providence | 64,9 m  | 17     | 2007    | Erbaut |
| 14. | Pawtucket City Hall                                          | Pawtucket  | 63,7 m  | 3      |         | Erbaut |
| 15. | Turk’s Head Building                                         | Providence | 63,4 m  | 16     | 1913    | Erbaut |
| 16. | One Citizens Plaza                                           | Providence | 58,3 m  | 13     |         | Erbaut |
| 17. | Sciences Library                                             | Providence | 55 m    | 15     | 1971    | Erbaut |
| 18  | Hilton Providence Hotel                                      | Providence | 54,2 m  | 14     | 1967    | Erbaut |
| 19. | Ambulatory Patient Center                                    | Providence | 53,8 m  | 12     | 1958    | Erbaut |
| 20. | 15 Westminster Street                                        | Providence | 53,7 m  | 12     | 1917    | Erbaut |
| 21. | The Sister Dominica Manor                                    | Providence | 53,3 m  | 16     | 1966    | Erbaut |
| 21. | Carroll Tower                                                | Providence | 53,3 m  | 16     | 1973    | Erbaut |
| 21. | Parenti Villa                                                | Providence | 53,3 m  | 16     | 1973    | Erbaut |
| 24. | Towers East Apartments                                       | Pawtucket  | 52,9 m  | 16     |         | Erbaut |
| 25. | Ambulatory Patient Center                                    | Providence | 51,9 m  | 12     | 1976    | Erbaut |
| 25. | Rhode Island Hospital                                        | Providence | 51,9 m  | 12     | 1958    | Erbaut |
| 27. | Hampton Inn & Suites Providence Downtown                     | Providence | 51,7 m  | 12     | 1926    | Erbaut |
| 28. | Charles Gate North                                           | Providence | 50 m    | 15     |         | Erbaut |